# Hemigraphis longipetiolata
Hemigraphis longipetiolata är en akantusväxtart som beskrevs av Merrill. Hemigraphis longipetiolata ingår i släktet Hemigraphis och familjen akantusväxter. Inga underarter finns listade i Catalogue of Life.